# Yellow Red Koninklijke Voetbalclub Mechelen (Handball)
Il KV Mechelen è una squadra di pallamano maschile belga con sede a Malines.

## Palmarès

### Trofei nazionali
- Campionato del Belgio: 1
  - 1978-79.